# Minoru Saitó
Minoru Saitó, japonsky: 斉藤実, (* 7. ledna 1934 čtvrť Asakusa v Tokiu) je japonský sólový mořeplavec – jachtař. Je nejstarším člověkem, který ve věku 71 let uskutečnil sólové obeplutí Země bez zastavení.
Minoru Saitó byl v mládí horolezcem, v roce 1973 začal s jachtingem. Za svůj život zkusil sedmkrát obeplout svět, čtyřikrát uspěl. Celkem urazil přes 384 000 kilometrů.
Čtvrtá úspěšná výprava, v letech 2004–2005 trvala 230 dní, urazil při ní 50 000 km. Japonsko opustil 16. října 2004 na své jachtě nazvané Šuten-dódži II (酒呑童子II, česky: Opilcovo dítě II, anglicky žertovně zvané „Shoot your dog“). 20. ledna 2005 minul mys mys Horn v jižní Americe, 18. února 2005 mys Dobré naděje na jihu Afriky. 15. května přeplul rovník u Indonésie. Přistál 6. června 2005 v japonském přístavu.